# Iredell (Teksas)
Iredell je grad u američkoj saveznoj državi Teksas. Prema popisu stanovništva iz 2010. u njemu je živjelo 339 stanovnika.